# سیارک ۱۷۴۸
سیارک ۱۷۴۸ (به انگلیسی: 1748 Mauderli، نامگذاری:1966RA) هزار و هفتصد و چهل و هشتمین سیارک کشف شده‌است که در ۷ سپتامبر ۱۹۶۶ کشف شد.
قدر مطلق سیارک برابر ۱۰٫۶۵ است.